# فرانچسکو نیکاسترو
فرانچسکو نیکاسترو (انگلیسی: Francesco Nicastro؛ زادهٔ ۲۶ اکتبر ۱۹۹۱) بازیکن فوتبال اهل ایتالیا است.
از باشگاه‌هایی که در آن بازی کرده‌است می‌توان به باشگاه فوتبال پروجا، باشگاه فوتبال کاتانیا، باشگاه فوتبال دلفینو پسکارا، باشگاه فوتبال پیزا، و باشگاه فوتبال یووه استابیا اشاره کرد.